# Chonocephalus blackithorum
Chonocephalus blackithorum är en tvåvingeart som beskrevs av Ronald Henry Lambert Disney 1986. Chonocephalus blackithorum ingår i släktet Chonocephalus och familjen puckelflugor. Inga underarter finns listade i Catalogue of Life.